# Peter Heinrich August Wolff
Peter Heinrich August Wolff (* 5. Februar 1792 in Delmenhorst; † 26. Mai 1865 in Bremen) war ein deutscher Uhrmacher und Fotograf.

## Biografie

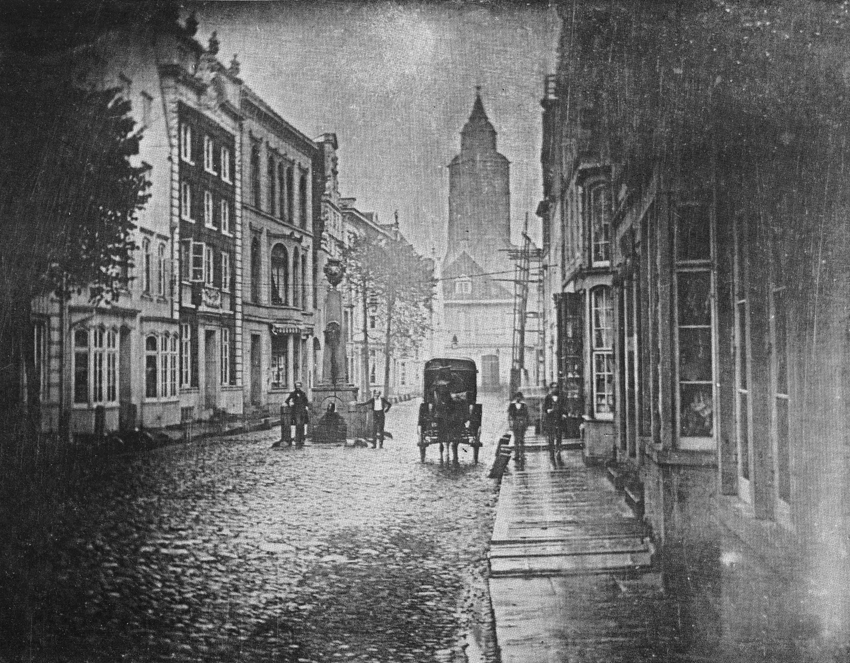
Daguerreotypie von Wolff von 1843: die Obernstraße mit Blick in Richtung Dom
(vermutlich die älteste erhaltene Fotografie aus Bremen).

Wolff, Sohn eines Gastwirts in Delmenhorst, nahm im Freiwilligen Bremischen Jäger-Korps unter dem Hauptmann Heinrich Böse, 1813/1814 an zwei Feldzügen gegen Napoleon teil. 1823 ließ er sich als Uhrmacher in Bremen an der Obernstraße 45 nieder.
Wolff befasste sich als einer der ersten Bremer mit der Daguerreotypie, einem Fotografie-Verfahren des 19. Jahrhunderts, das zwischen 1835 und 1839 der französische Maler Louis Jacques Mandé Daguerre entwickelt hatte. Durch seine zweite Frau, Tochter des Lithographen Friedrich Adolph Dreyer, hatte Wolff auch zur Lithografie Beziehungen. Um 1845 hat er die berufliche Fotografie wieder aufgegeben und sich auf sein Uhrmachergeschäft konzentriert. Nur wenige Daguerreotypien von seiner Hand sind nachweisbar: Neben den ältesten datierbaren Fotos aus Bremen, Ansichten der Obernstraße in Richtung Bremer Marktplatz (1843) sind ihm noch einige Porträts aus seinem familiären Umfeld zuzuordnen.
Der in Altona ansässige Chronometermacher Heinrich Johann Kessels (1781–1849) war Agent für den Vertrieb von Uhren, die auf der Insel Bornholm hergestellt wurden. 1831 bat Wolff um die Zusendung von sechs Uhrwerken. Es blieb jedoch bei dieser einzelnen Bestellung. Er vertrieb auch englische Schiffschronometer. Sein Uhrengeschäft übernahm C. Felsing. Seine Witwe wohnte in der Kunsthalle Bremen. Die Fotosammlung des Focke-Museums erlaubt Einblicke in die bremische Geschichte der Fotografie.

## Nachweis
1. ↑  Alfred Löhr: Eine Inkunabel der Bremer Fotogeschichte. In: Bremisches Jahrbuch 63, 1985, S. 11–14.
2. ↑  Günther Oestmann: Heinrich Johann Kessels (1781–1849): Ein bedeutender Verfertiger von Chronometern und Präzisionspendeluhren. Biographische Skizze und Werkverzeichnis (= Acta Historica Astronomiae. Band 44). Harri Deutsch, Frankfurt/M. 2011, ISBN 978-3-8171-1884-7, S. 35 f.
3. ↑  Oestmann: Heinrich Johann Kessels. 2011, S. 174.